# Tropidozoum burrowsi
Tropidozoum burrowsi är en mossdjursart som beskrevs av Cook och Chimonides 1981. Tropidozoum burrowsi ingår i släktet Tropidozoum och familjen Euthyrisellidae. Inga underarter finns listade i Catalogue of Life.